# Kesennuma
Kesennuma (japonsky 気仙沼市) je město v prefektuře Mijagi v Japonsku. K roku 2020 v něm žilo téměř šedesát tisíc obyvatel.

## Poloha
Kesennuma leží břehu Tichého oceánu na ostrově Honšú severně od Sendai a jihovýchodně od Morioky. V rámci prefektury Mijagi je nejsevernějším městem a sousedí na jihu s městem Minamisanriku a na jihozápadě s městem Tome. Na západě sousedí s městem Ičinoseki a na severu s městem Rikuzentakata, přičemž obě patří do prefektury Iwate.
Do města vede trať Východojaponské železniční společnosti, ale od roku 2011 je mimo provoz a doprava je realizována metrobusy.

## Dějiny
V roce 2009 bylo do Kesennumy začleněno město Motojoši, které původně tvořilo samostatný správní celek jižně od Kesennumy.
V roce 2011 město, podobně jako jiná okolní pobřežní města, těžce poškodila vlna cunami (video).

### Rodáci
- Icunori Onodera (* 1960), politik